# Człowiek w labiryncie
Człowiek w labiryncie (tytuł oryg. The Man in the Maze) – powieść science fiction amerykańskiego pisarza Roberta Silverberga, opublikowana w 1969 r. przez wydawnictwo Sidgwick & Jackson. W Polsce wydana w 1973, w serii Fantastyka-Przygoda wydawnictwa Iskry, w tłumaczeniu Zofii Kierszys.
Książka zajęła 2. miejsce w ogłoszonym na łamach Expressu Wieczornego w maju 1976 przez Ogólnopolski Klub Miłośników Fantastyki i Science Fiction plebiscycie czytelników na najciekawszą, najlepszą i najbardziej wartościową książką SF wydaną w Polsce Ludowej.

## Fabuła
Były kosmonauta Muller, odrzucony przez ludzkość po obdarzeniu przez Obcych darem niekontrolowanego emitowania swych uczuć, zaszywa się w niedostępnym labiryncie na odległej planecie. Kiedy Ziemia natrafia na gatunek, który niszczy kolonie ludzkie, nie uważając Ziemian za istoty myślące, jego zdolność może okazać się decydująca w ocaleniu gatunku ludzkiego. Na Lemnos przybywa wyprawa, która ma za zadanie wywabić Mullera z jego kryjówki i przekonać do podjęcia niebezpiecznej misji.
Fabuła jest inspirowana klasycznym dramatem Sofoklesa Filoktet, a postacie Mullera, Boardmana i Rawlinsa odpowiadają Filoktetowi, Odyseuszowi i Neoptolemosowi. Także akcja rozgrywa się na planecie Lemnos, podobnie jak dramat Sofoklesa na wyspie o tej samej nazwie.